# Chanko

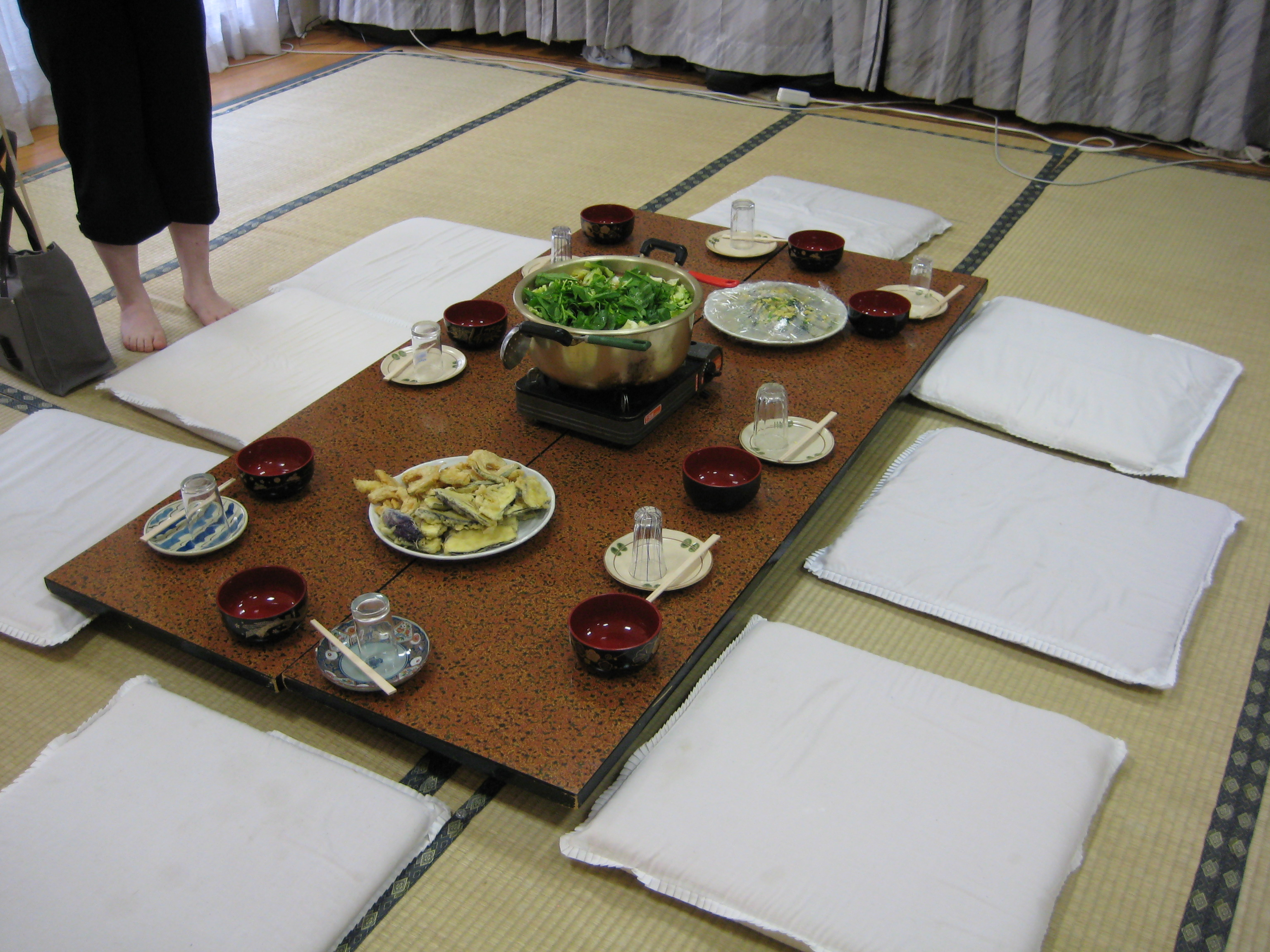
Chanko.

Al Japó, el chanko o chanko-nabe és el nom que rep el menjar consumit pels lluitadors de sumo amb el propòsit de guanyar pes. Es tracta d'un guisat o cuit (nabe) de peixos, mariscs o carns i verdures segons l'estació de l'any. Chanko és un terme genèric que assenyala el menjar preparat en els "estables" de sumo. Es creu que la paraula deriva de chan, ajudant de cuina, o de chan kuo, paraula xinesa per a un tipus de paella.